# زاوية تناغملت

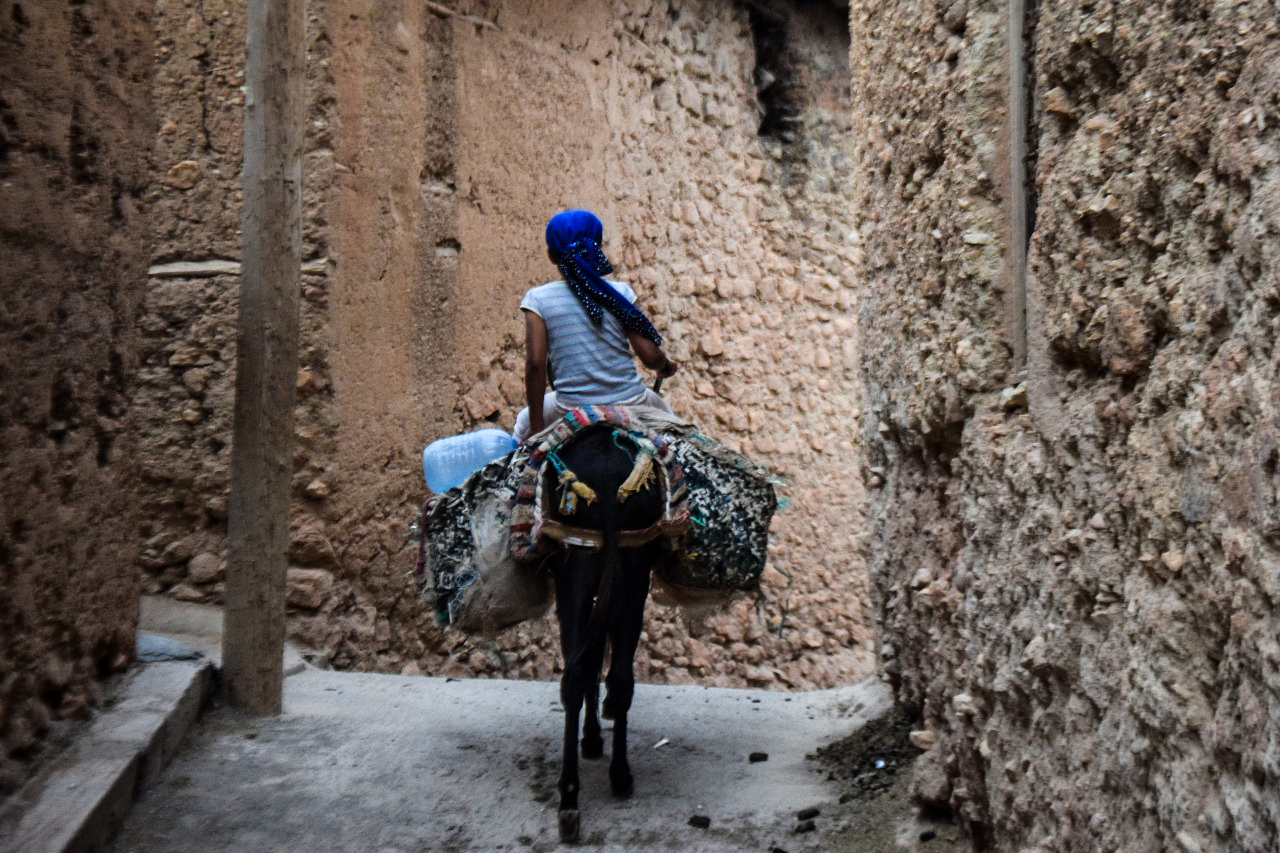

قام بتأسيسها موسى بن يعقوب البوكمازي حوالي القرن 11 هجرية السابع عشر الميلادي وقد أصبحت تابعة للزاوية الناصرية منذ شيخها الرابع محمد بن براهيم بن عبد العزيز بن موسى المتوفي 1109 م وعرف نفوذها اتساعا كبيرا في المنطقة المحيطة بها ومن ضمنها منطقة أيت عتاب
و لا يعرف تاريخ تأسيسها بالضبط حيث هناك من ذهب إلى أن تأسيسها يرجع إلى أواخر القرن العاشر الهجري كما أشار إلى ذلك السيد أحمد التوفيق وزير الأوقاف و الشؤون الإسلامية والمرجح أن هذا التأسيس كان في القرن العاشر الهجري
و هناك من يقول بأن هذا التأسيس يرجع إلى القرن الحادي عشر الهجري السابع عشر ميلادي وقد اتفق الجميع أن مؤسس هذه الزاوية هو أبو عمران موسى بن يعقوب البوكمازي تلميذ الشيخ عبد الله بن حسين التمصلوحتي
لم يذكر أيّا من المؤلفين نسب الشيخ موسى مؤسس زاوية تناغملت بل اكتفيا بوصفه بالبوكمازي نسبة إلى قرية أيت بوكماز بإقليم أزيلال
و في تصريح لشيخ الزاوية الأخير «سيدي اليزيد» لإذاعة مراكش الجهوية المتنقلة يوم 25 مارس 1982 أكد أنه من سلالة بني مرين وجدّهم هو أبو موسى المريني المؤسس لزاويتهم خلال القرن التاسع الهجري
كما أكد الأستاذ أحمد عمالك بأن نسب مؤسس زاوية تناغملت يرجع حسب الرواية الشفوية إلى شرفاء فكيك الأدارسة

## الموقع
تقع قرية «تناغملت» بجماعة تكلا بالقرب من شلالات أوزود الشهيرة بإقليم أزيلال، مخفية بين الشلالات قرية بديعة الشكل بين مجموعة من الهضاب والجبال المرتفعة.

## تسيير شؤون القرية
وتعرف القرية بـ«زاوية تناغملت» وهي زاوية سنية يسيرها «الشيخ» الذي ينحدر من شجرة مؤسسها أبو عمران موسى بن يعقوب البوكمازي في القرن القرن السابع عشر الميلادي حسب الروايات المتواترة. وأكدت الروايات ذاتها بأن مؤسس الزاوية يرجع أصله إلى شرفاء الأدارسة. وقد يطرح سؤال عن وصف هذا الشيخ بالبوكمازي وذلك نسبة إلى قرية أيت بوكماز المعروفة «سياحيا» في إقليم أزيلال والتي ما تزال تحتفظ بعلاقتها المميزة مع زاوية تناغملت رغم وفاة الشيخ سيدي موسى وكذا أولاده وأحفاده من بعدهوقد اختار الشيخ المؤسس مكان الزاوية في وسط طبيعي بكر غني بالمياه التي تصل إلى جوار الزاوية والمسجد عبر ساقية تتوسط القرية.. وليس غريبا أن يكون الشيخ البوكمازي متأثرا بالرؤية العمرانية التي عاينها عند شيخه عبد الله بن حسين الأمغاري المعتمدة على ربط التربية الصوفية باستصلاح الأراضي وشق السواقي وغرس الأشجار والثمار بفضل من الله، وهذا لا شك جوهر التربية الصوفية…

## دور زاوية تناغملت
كان للزاوية دور فعال في الحياة اليومية لساكنة دوار تناغملت وذلك قبل وفاة شيخ هذه الزاوية في أواخر تسعينيات القرن الماضي حيث كان لها دور مهم في مجالات متعددة غير ان علاقتها بسكان القرية اتسم بالتوتر حسب روايات أجدادنا.

## الاقتصاد
يزاول البعض من ساكنة ” زاوية تناغملت” حرفا يدوية تتماشى ونمط الحياة السائد وتعتمد
أساسا على منتجات طبيعية محلية كمواد خامة
1 صناعة السلات ” تيخوزامين”:
وترتبط هذه الحرفة بموسمي جني كل من الزيتون واللوز، لدلك فهو نشاط موسمي
2 صناعة أمتعة الدواب وبعض الأواني ذات الاستعمالات المتعددة:
3 النسيج:
هدا النشاط مقتصر فقط على النساء، وتتنوع المنتجات النسيجية
من أغطية وأفرشة وألبسة…